# Genetta cristata
La genetta crestata (Genetta cristata  Hayman, 1940) è un carnivoro della famiglia dei Viverridi diffusa nell'Africa occidentale.

## Descrizione

### Dimensioni
Carnivoro di medie dimensioni, con la lunghezza della testa e del corpo tra 495 e 622 mm, la lunghezza della coda tra 431 e 432 mm e la lunghezza delle orecchie tra 86 e 95 mm.

### Aspetto
La pelliccia è corta e setosa. Il colore di fondo del corpo varia dal grigio al color ocra brillante dorsalmente e grigiastro nelle parti ventrali dove sono presenti piccole macchie irregolari sulla gola e sul petto. Una striscia dorsale discontinua si estende dalle spalle fino alla base della coda. È presente una cresta nucale e 7 file di piccole e numerose macchie scure sui fianchi. Le zampe sono scure. La coda è più corta della testa e del corpo ed ha 8-10 anelli più chiari intervallati da anelli più scuri della stessa larghezza. La punta della coda è biancastra. Le femmine hanno generalmente un paio di mammelle.

## Biologia

### Comportamento
È una specie crepuscolare, terricola e probabilmente anche semi-arboricola.

### Alimentazione
Si nutre principalmente di insetti, ma anche di piccoli mammiferi, rettili e parti vegetali.

### Riproduzione
Femmine gravide con due embrioni sono state catturate in Nigeria nel mese di dicembre.

## Distribuzione e habitat
Questa specie è diffusa nella Nigeria sud-occidentale e nel Camerun occidentale. Probabilmente è presente anche nel Camerun meridionale, nel Gabon e nel Congo.
Vive nelle boscaglie, nella vegetazione bassa e nei terreni privi di vegetazione all'interno delle foreste decidue. Talvolta è presente anche nelle foreste secondarie e montane fino a 1.000 metri di altitudine.

## Conservazione
La IUCN Red List, considerato che la popolazione è diminuita di oltre il 30% negli ultimi 20 anni a causa della perdita del proprio habitat, classifica G.cristata come specie vulnerabile (VU).